# Liste der politischen Parteien in Liechtenstein
Seit dem Inkrafttreten der Verfassung Liechtensteins 1818 bestehen politische Parteien. Alle vier Jahre werden Wahlen zum Liechtensteinischen Landtag abgehalten, der neben dem Landesfürsten die gesetzgebende Gewalt innehat.

## Parteien
| Logo | Partei                                         | Kürzel | Mitglieder | Landtags- mandate (2021) | Gründungsjahr |
| ---- | ---------------------------------------------- | ------ | ---------- | ------------------------ | ------------- |
|      | Die Unabhängigen                               | DU     |            | 0                        | 2012          |
|      | Demokraten pro Liechtenstein                   | DpL    |            | 2                        | 2018          |
|      | Fortschrittliche Bürgerpartei in Liechtenstein | FBP    |            | 10                       | 1918          |
|      | Freie Liste                                    | FL     |            | 3                        | 1985          |
|      | Mensch im Mittelpunkt                          | MiM    |            | 0                        | 2022          |
|      | Vaterländische Union                           | VU     |            | 10                       | 1936          |

## Historische Parteien
- Christlich-Soziale Volkspartei (1918–1936, Vorgängerpartei der Vaterländischen Union)
- Christlich-soziale Partei Liechtensteins (1961–1974)
- Liechtensteiner Heimatdienst (1933–1936, Vorgängerpartei der Vaterländischen Union)
- Partei der Unselbständig Erwerbenden und Kleinbauern
- Überparteiliche Liste Liechtenstein (1980er–1999)
- Volksdeutsche Bewegung in Liechtenstein (1930er)